# زاوية منفرجة
في الهندسة الرياضية وعلم المثلثات، الزاوية المنفرجة هي زاوية قياسها أكبر من 90 درجة وأقل من 180 درجة.
عند وجود زاوية منفرجة في أي مثلث، يدعى هذا المثلث مثلثا منفرج الزاوية.